# 호스세리노미코토
호스세리노미코토(일본어: 火須勢理命, ほすせりのみこと)는 일본 신화의 신이다.
니니기노 미코토와 고노하나노사쿠야비메의 둘째 아이이다. 진무 천황(일본 초대 천황)의 종조부로 여겨진다.

## 같이 보기
- 일본 신화의 신 목록
- 천손강림